# Antietam (Schiff, 1945)
Die USS Antietam (CV-36/CVA-36/CVS-36) war ein zur Essex-Klasse gehörender Flugzeugträger der United States Navy, der im Januar 1945 in Dienst gestellt wurde. Obwohl das Schiff noch zur Zeit des Zweiten Weltkriegs in Fahrt kam, nahm es an keinen Kampfhandlungen teil. Nach gut zwei Jahren in der Reserveflotte zwischen Juni 1949 und Juli 1951 wurde die Antietam für den Einsatz im Koreakrieg reaktiviert.
1952 erhielt das Schiff als erster Flugzeugträger weltweit ein Schräglandedeck. Seit 1957 wurde die Antietam als Ausbildungsflugzeugträger genutzt, ehe im Oktober 1962 das Schwesterschiff Lexington diese Aufgabe übernahm. Die Antietam wurde im Mai 1963 in die Reserveflotte verlegt, wo sie zehn Jahre lang bis zur Streichung aus dem Naval Vessel Register im Mai 1973 verblieb. Im Februar 1974 ging das Schiff zum Abwracken.

## Geschichte

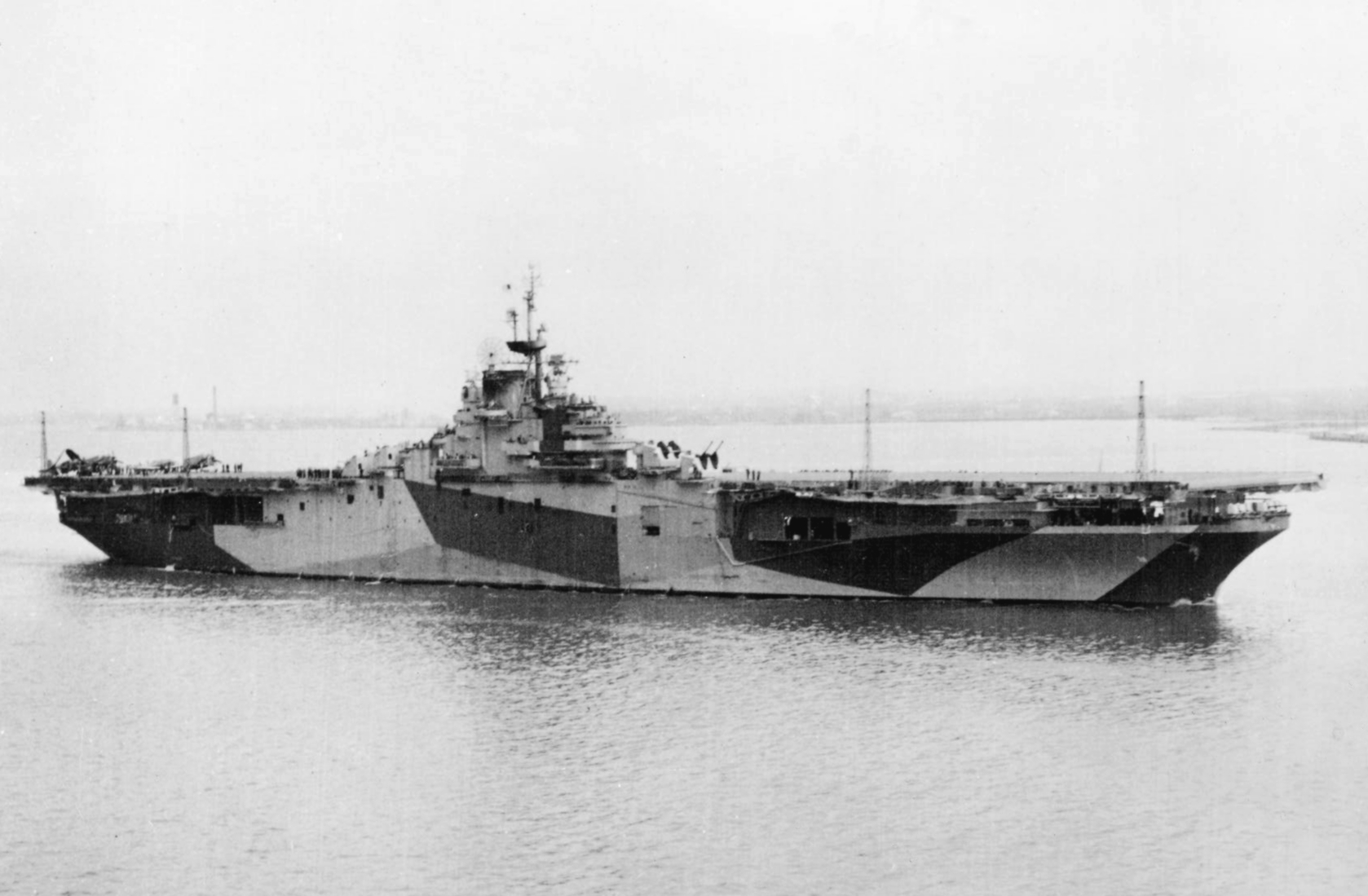
Die Antietam im Jahr 1945

Die Antietam wurde am 15. März 1943 in der Philadelphia Naval Shipyard auf Kiel gelegt und lief am 20. August 1944 vom Stapel. Die Indienststellung erfolgte am 28. Januar 1945 unter dem Kommando von Captain James R. Tague.
Am 2. März 1945 verließ das Schiff den Hafen von Philadelphia für seine Erprobungsfahrt. Am 5. März traf es in Hampton Roads ein. Anschließend unternahm die Antietam bis zum 22. März mehrere Übungseinsätze vor Norfolk. Nach anschließenden Nachbesserungen in der Bauwerft in Philadelphia brach das Schiff am 19. Mai 1945 in Begleitung von drei Zerstörern nach San Diego auf, wo es am 10. Juni eintraf.
Am 19. Juni 1945 erreichte die Antietam den Flottenstützpunkt von Pearl Harbor, von wo aus sie bis zum 12. August Übungseinsätze im Gebiet der Hawaii-Inseln absolvierte. Nach der Kapitulation Japans brach das Schiff in Begleitung des Leichten Flugzeugträgers Cabot nach Asien auf, wo sie zur Unterstützung der amerikanischen Besatzungstruppen dienen sollte. Nach einem durch einen technischen Defekt bedingten, ungeplanten Zwischenstopp in Apra Harbor trafen beide Schiffe am 30. August in Okinawa ein. Am 2. September erreichte die Antietam den Hafen von Shanghai.
Die folgenden drei Jahre verbrachte das Schiff den Großteil seiner Zeit in Fernost und kam vermehrt im Gelben Meer zum Einsatz. Nach einer Fahrt in den Nahen Osten im Frühjahr 1949 ging die Antietam zurück in die Vereinigten Staaten, um dort am 21. Juni zur Reserveflotte in Alameda (Kalifornien) verlegt zu werden.
Nach Ausbruch des Koreakriegs wurde das Schiff am 25. Juni 1950 reaktiviert und am 17. Januar 1951 unter dem Kommando von George J. Dufek in Dienst gestellt. Nach Übungsmissionen und Erprobungsfahrten vor der Küste Kaliforniens brach die Antietam am 8. September 1951 nach Korea auf. Ab November unternahm sie so vier Einsätze als Teil der Task Force 77. Dies war der einzige aktive Kampfeinsatz in der Dienstzeit des Schiffes. Im April 1952 kehrte es in die Vereinigten Staaten zurück.
Im September 1952 traf die Antietam in der New York Naval Shipyard, um dort zu einem Angriffsträger umgebaut zu werden. In Oktober erhielt sie die neue Bezeichnung CVA-36 und verließ im Dezember 1952 die Werft. Beim Umbau erhielt das Schiff unter anderem als weltweit erster Flugzeugträger ein Schräglandedeck, das so seitdem auf fast allen größeren Flugzeugträgern verwendet wird.
Die zum Frühjahr 1955 verbrachte die nun in Quonset Point stationierte Antietam mit Übungseinsätzen zur Erprobung des neuen Schräglandedecks. Am 9. Juni 1953 kamen Flugzeuge der auf dem Atlantic City International Airport stationierten Fliegerstaffel VC-4 an Bord des Schiffes, um die Effektivität des neuen Landedecks der Royal Navy in Portsmouth zu präsentieren. Im August 1953 wurde die Antietam als Flugzeugträger zur U-Boot-Abwehr umfunktioniert und trug fortan die Bezeichnung CVS-36.
Von Januar bis März 1955 nahm das Schiff als Teil der United States Sixth Fleet an einer Fahrt ins Mittelmeer teil. Im Oktober nahm es an einer NATO-Übung teil, bei der mehrere Häfen verbündeter Nationen angelaufen wurden. Am 22. Oktober 1956 lief die Antietam vor Brest auf Grund, konnte jedoch ohne Beschädigung wieder schwimmfähig gemacht werden. Nach weitere Übungseinsätzen in Europa traf das Schiff am 21. April 1957 in der Naval Air Station Pensacola ein, um fortan als Ausbildungsflugzeugträger genutzt zu werden. Hauptaufgabe neben der Ausbildung von Piloten war hierbei auch das Testen neuer Waffensysteme sowie jährlich stattfindende Fahrten der United States Naval Academy.
Zu den späteren Missionen der Antietam gehörten humanitäre Einsätze während Hurrikan Carla in Texas sowie nach Hurrikan Hattie in Honduras. Am 23. Oktober 1962 wurde das Schiff von der USS Lexington (CV-16) als Ausbildungsflugzeugträger abgelöst und am 8. Mai 1963 in die Reserveflotte nach Philadelphia verlegt. Dort verblieb die Antietam mehr als zehn Jahre lang, ehe sie im Mai 1973 aus dem Naval Vessel Register gestrichen wurde. Am 28. Februar 1974 ging das Schiff zum Abbruch an die Union Minerals & Alloys Corporation in New York.
Die Schiffsglocke der Antietam kann heute auf dem Gelände des Antietam National Battlefield am Antietam Creek besichtigt werden. Einer der Anker des Schiffes steht vor dem National Museum of Naval Aviation auf der Naval Air Station Pensacola. Etwa 600 Tonnen gepanzerter Stahl der Antietam wurde nach ihrem Abbruch im Fermi National Accelerator Laboratory verbaut.